# Nuclear Medicine Review
Nuclear Medicine Review – oficjalny półrocznik Towarzystw Medycyny Nuklearnej z krajów Europy Środkowej i Wschodniej wydawany przez Wydawnictwo Via Medica. Redaktorem naczelnym jest prof. Grzegorz Kamiński. 
W skład rady naukowej wchodzą samodzielni pracownicy naukowi z tytułem profesora lub doktora habilitowanego z Polski oraz z zagranicy. Artykuły ukazują się w języku angielskim.

## Stałe działy
- artykuły oryginalne
- artykuły przeglądowe
- opisy przypadków

## Indeksacja
- Index Copernicus (IC)
- Scopus
- EMBASE,
- Index Medicus/MEDLINE

Współczynniki cytowań:
- Index Copernicus (2009): 7,21[1]

Na liście czasopism punktowanych przez polskie Ministerstwo Nauki znajduje się w części B z sześcioma punktami.